# Индокинески тигар
Индокинески тигар или Корбетов тигар (Panthera tigris corbetti) је подврста тигра која живи у Камбоџи, Мјанмару, Кини, Лаосу, Малезији, Тајланду и Вијетнаму. Име Корбетов тигар је добио по ловцу и природњаку Џиму Корбету.

## Физичке карактеристике
Мужјаци су дуги од 2,55 m до 2,85 m, тешки су од 150 kg до 195 kg и максимална дужина лобање им је од 319 mm до 365 mm. Просечна дужина мужјака индокинеском тигра је око 2,74 m, а просечна тежина око 180 kg.
Женке су дуге од 2,30 m до 2,55 m, тешке су од 100 kg до 130 kg и имају максималну дужину лобање од 275 mm до 311 mm. просечна женка је дуга око 2,44 m и тежи око 115 kg.

## Исхрана
Индокинески тигрови лове дивље свиње, антилопе, јелене, рептиле, мајмуне, бебе слонова и дивља говеда. Понекад умеју да убију леопарде, медведе и друге тигрове.

## Популација
Бројност популација индокинеског тигра је процењена на између 1227 и 1785 јединки, али је вероватније да је њихов број ближи доњој цифри. Највећи број индокинеских тигрова живи у Малезији где се криволов стриктно контролише, али где постоји ризик за популацију због смањења животног простора. У Вијетнаму скоро три четвртине убијених тигрова се прода кинеским апотекама. Тигрови су често виђени као извор профита за сиромашно становништво.